# Meghan McCain

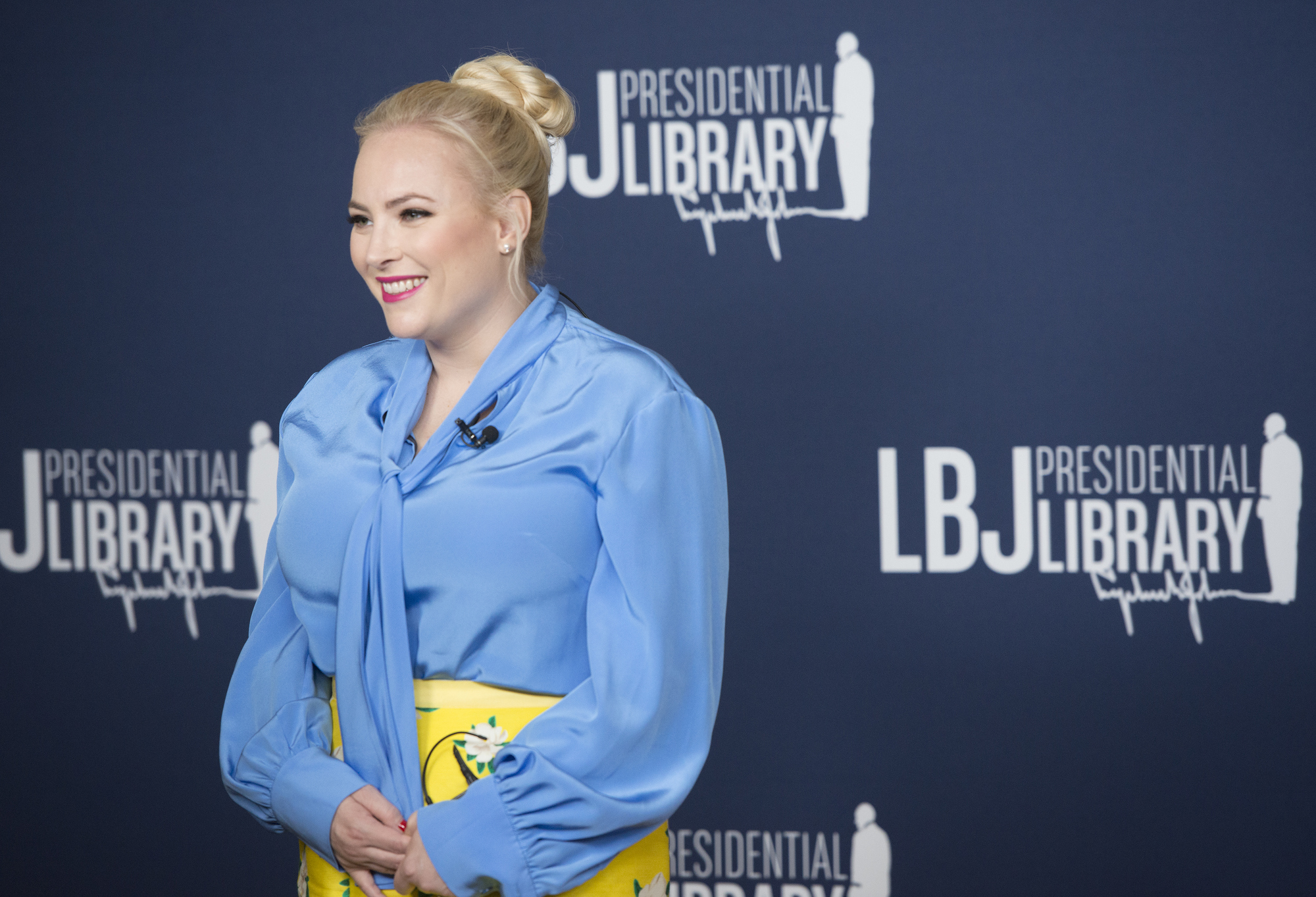

Meghan Marguerite McCain (Phoenix, 23 oktober 1984) is een Amerikaanse tv-persoonlijkheid, columnist en auteur. Ze heeft gewerkt voor ABC News, Fox News en MSNBC. Als dochter van politicus John McCain en zakenvrouw Cindy McCain is ze een groot deel van haar leven een publiek figuur geweest, en verscheen voor het eerst in het publiek op de Republikeinse Nationale Conventie in 1996.

## Levensloop

### Carrière
McCain kreeg in 2007 aandacht van de media voor haar blog, McCain Blogette, waarop ze het leven tijdens de presidentiële campagne van haar vader in 2008 documenteerde. In 2009 begon ze te schrijven voor nieuws- en opiniewebsite The Daily Beast. Van 2016 tot 2017 was ze medepresentator van de talkshow Outnumbered, waarna ze tot 2021 ook medepresentator van de talkshow The View werd. Na haar vertrek bij dit programma werd ze columnist werd voor de Daily Mail.

### Privéleven
In juli 2017 verloofde McCain zich met de conservatieve schrijver en commentator Ben Domenech. Ze trouwden op 21 november 2017 op de familieboerderij van McCain in Page Springs. In juli 2019 onthulde McCain dat ze eerder dat jaar een miskraam had gehad. Ze beviel in 2020 van het eerste kind van het paar, een meisje genaamd Liberty. McCain beviel in januari 2023 van een tweede dochter.

## Publicaties
- 2021 - Bad Republican
- 2012 - America, you sexy bitch: a love letter to freedom. Da Capo Press, Boston, MA (2012). ISBN 978-0-306-82100-4. (met Michael Ian Black)
- 2010 - Dirty sexy politics. Hyperion, New York (2010). ISBN 978-1-4013-2377-6.
- 2008 - My dad, John McCain. Aladdin, New York (2008). ISBN 978-1-4169-7528-1. (met Dan Andreasen)

- Gemeinsame Normdatei: 1159290946
- International Standard Name Identifier: 0000 0000 5109 6613
- Library of Congress Control Number: no2008124748
- Nationale Bibliotheek van Israël: 987012384896805171
- Virtual International Authority File: 29353639
- WorldCat: E39PBJxWVxVDBVp3WXdTrDhWDq